# Bramón (paroisse civile)
Pour les articles homonymes, voir Bramón.
Bramón est l'une des 4 paroisses civiles de la municipalité de Junín dans l'État de Táchira au Venezuela.